# Saw X
Saw X ist ein US-amerikanischer Splatterfilm von Regisseur Kevin Greutert, der am 29. September in die US-amerikanischen und am 30. November 2023 in die deutschen Kinos kam. Es handelt sich um den zehnten Spielfilm innerhalb der Saw-Reihe, der zeitlich zwischen Saw und Saw II angesiedelt ist. Tobin Bell übernahm erneut die Titelrolle des Serienmörders Jigsaw.

## Handlung
Infolge der Ereignisse aus Saw, sieht sich John Kramer angesichts seiner fortschreitenden Krebserkrankung mit dem eigenen Tod konfrontiert. Über Henry Kessler, einen Bekannten aus seiner Selbsthilfegruppe, bekommt er Kontakt zur Ärztin Cecilia Pederson, die mit einer neuartigen, aber nicht zugelassenen Behandlungsmethode Johns Hirntumor entfernen möchte. So reist John nach Mexiko-Stadt, wo Cecilia sich vor der Verfolgung großer Pharmakonzerne versteckt hält, da diese ihre Einnahmen durch Cecilias revolutionäre Therapie gefährdet sehen. Der Eingriff wird in einer stillgelegten Chemiefabrik vorgenommen und John gegenüber auch als erfolgreich mitgeteilt. Als John jedoch, um sich bei Cecilia zu bedanken, in die ehemalige Chemiefabrik zurückkehrt, findet er nur ein verlassenes Labor vor.
John erkennt, dass Cecilia den Tumor nicht entfernt hat und er nur um sein Geld betrogen wurde. Daraufhin sinnt er auf Rache. Zunächst nimmt er sich den falschen Chirurgen Diego vor. Dieser muss sich in vorgegebenen Zeit zwei Rohrbomben aus seinem Arm schneiden und übersteht den Test von Jigsaw. Mit den neuen Informationen von Diego entführt John dann zusammen mit seiner Gehilfin Amanda Young die anderen an der Operation beteiligten Personen. Unter ihnen befindet sich die drogenabhängige Haushälterin Gabriela, der vermeintliche Anästhesist Mateo, die falsche Krankenschwester Valentina sowie Cecilia Pederson selbst. Alle werden von John einer Prüfung unterzogen, in der sie für ihr Fehlverhalten büßen sollen und zudem ihren Lebenswillen unter Beweis stellen müssen.
Als sich als Erstes Valentina ihr rechtes Bein amputieren und ausreichend Knochenmark absaugen soll, überschreitet sie allerdings knapp die vorgegebene Zeit und wird mittels eines Drahtes enthauptet. Amanda und John diskutieren im Anschluss über die Rechtmäßigkeit ihres Vorhabens, da Amanda, die früher selbst drogenabhängig war und deshalb von John ebenfalls getestet wurde, gegenüber der drogenabhängigen Gabriela Mitleid zeigt. Zeitgleich gelingt es Cecilia, in einem unbeobachteten Moment an ihr Handy zu gelangen und um Hilfe zu rufen. Etwas später erscheint der Schilddrüsenkrebspatient Parker Sears auf dem Gelände der ehemaligen Chemiefabrik. Dieser gibt vor, ebenfalls von Cecilia betrogen worden zu sein, und erhält daher für Jigsaws Rachespiel einen Zuschauerplatz von John.
Als Nächstes muss sich Mateo beweisen und sich ohne Betäubung ein großes Stück seines Gehirngewebes entfernen. Auch er überschreitet die Zeit und wird durch eine maskenähnliche Vorrichtung getötet. Das geschieht, bevor sich Gabriela, um nicht mehr einem Gerät für die Strahlentherapie ausgesetzt zu sein, erfolgreich Hand und Fuß mittels eines Hammers zertrümmert. Bevor es zur Prüfung von Cecilia kommen kann, entpuppt sich allerdings Parker, den sie zuvor mit dem Handy um Hilfe gerufen hatte, als ihr heimlicher Verbündeter. Er überwältigt John und Amanda und kann Jigsaw selbst in eine seiner Fallen sperren. Cecilia tötet währenddessen die noch lebende Gabriela.
Cecilia möchte John nun bestrafen und sperrt ihn sowie den Nachbarsjungen Carlos, mit dem sich John zuvor angefreundet hatte, in eine vorgeblich für sie selbst vorgesehene Falle. John und Carlos werden im Anschluss einem Blut-Waterboarding ausgesetzt, während Cecilia und Parker mit der Geldbeute aus der Krebsbehandlung verschwinden wollen. Mit dem Griff zur Geldtasche wird allerdings ein Countdown ausgelöst und beiden wird klar, dass sie auf eine Täuschung von Jigsaw hereingefallen sind und sich in einer Falle befinden. John, Amanda und Carlos können sich indes befreien, während Cecilia und Parker in einem Raum, in dem ein tödliches Giftgas einströmt, nun gefangen sind. Um den Kopf durch eine rettende Luke stecken zu können, ersticht Cecilia ihren Freund Parker. Cecilia wird von John und Amanda im Anschluss allerdings in dieser doch ausweglosen Position zurückgelassen.
In einer Mid-Credit-Szene bereiten John und der verbündete Detective Mark Hoffman den angeblich geheilten Krebspatienten Henry Kessler für ein neues Spiel vor.

## Produktion
Im April 2021 wurde noch vor der Veröffentlichung von Saw: Spiral darüber berichtet, dass das Produktionsunternehmen Twisted Pictures bereits mit der Entwicklung eines zehnten Films innerhalb der Saw-Reihe begonnen habe. Im Dezember des Jahres verkündete Drehbuchautor Josh Stolberg daraufhin, dass das von ihm und Pete Goldfinger geschriebene Skript zu Saw X fertiggestellt sei. Die Produzenten Mark Burg und Oren Koules gaben im August 2022 an, dass man mit Saw X wieder mehr auf die Fans hören und ihren Wünschen nachkommen wolle. So kehrte Kevin Greutert für den zehnten Teil als Regisseur zurück, nachdem er zuvor bereits die Filme Saw VI und Saw 3D – Vollendung inszeniert hatte.
Im Oktober 2022 wurde bekannt, dass Tobin Bell nach seiner Abwesenheit in Saw: Spiral die Rolle des Serienmörders John Kramer zum insgesamt neunten Mal übernehmen werde. Regisseur Kevin Greutert nannte die starke Fokussierung auf Jigsaw ein kreatives Risiko, da er vom Publikum so verlange, tief ins Innere des Antagonisten einzutauchen und mit ihm mitzufiebern. Der Film sei gleichzeitig als Abschied von der Figur konzipiert, auch wenn weitere Filme möglich seien. Neben Bell kehrten ebenso Shawnee Smith und Costas Mandylor als Jigsaw-Gehilfen Amanda Young und Detective Mark Hoffman zurück, wobei Mandylor nur in einer Post-Credit-Szene zu sehen ist. Überlegungen, die mittlerweile sichtbar gealterten Darsteller mittels CGI digital zu verjüngen, wurden zugunsten der Sehgewohnheiten des Publikums verworfen. In weiteren Nebenrollen schlossen sich Synnøve Macody Lund, Steven Brand, Michael Beach, Renata Vaca, Paulette Hernandez, Joshua Okamoto und Octavio Hinojosa der Besetzung an.
Die Dreharbeiten mit Kameramann Nick Matthews erfolgten von Ende Oktober 2022 bis zum 10. Februar 2023 in Mexiko-Stadt. Aufgrund des komplizierten Fallen-Designs und der Herstellung von Prothesen wurden die Filmaufnahmen dabei über Weihnachten 2022 unterbrochen und zum Testen der gebauten Vorrichtungen genutzt. Die Postproduktion erfolgte in Los Angeles, wo Filmeditor Steve Forner aufgrund des realistischen Sound-Designs in Folterszenen von der Polizei besucht wurde.
Ein Trailer zum Film wurde am 29. Juli 2023 veröffentlicht. Saw X sollte ursprünglich am 27. Oktober 2023 durch Lionsgate in die US-amerikanischen Kinos kommen, ehe er auf den 29. September 2023 vorgezogen wurde. Bereits am 20. Oktober 2023 war der Film in den Vereinigten Staaten digital erhältlich, ehe er seit dem 21. November auch auf DVD und Blu-ray verfügbar ist. Der deutsche Kinostart war erst am 30. November 2023, ehe die Heimkinoveröffentlichung am 14. März 2024 erfolgte.

## Synchronisation
Die deutsche Synchronisation entstand nach einem Dialogbuch und unter der Dialogregie von Pierre Peters-Arnolds bei Cinephon. Für den Film kehrte Bodo Wolf aus dem Ruhestand zurück, um Tobin Bell als Jigsaw zum insgesamt neunten Mal die deutsche Stimme zu verleihen. Die Arbeit an Saw X erwies sich als seine vorletzte Synchronrolle, da er im November 2023 noch vor dem deutschen Kinostart verstarb.
| Rolle                  | Darsteller          | Synchronsprecher     |
| ---------------------- | ------------------- | -------------------- |
| John Kramer / Jigsaw   | Tobin Bell          | Bodo Wolf            |
| Amanda Young           | Shawnee Smith       | Gundi Eberhard       |
| Dr. Cecilia Pederson   | Synnøve Macody Lund | Katrin Zimmermann    |
| Parker Sears           | Steven Brand        | Hanns-Jörg Krumpholz |
| Gabriela               | Renata Vaca         | Sam Hollmann         |
| Mateo                  | Octavio Hinojosa    | Nicolás Artajo       |
| Valentina              | Paulette Hernandez  | Christin Quander     |
| Diego                  | Joshua Okamoto      | Manuel Elsherif      |
| Henry Kessler          | Michael Beach       | Axel Lutter          |
| Detective Mark Hoffman | Costas Mandylor     | Thomas Nero Wolff    |

## Rezeption

### Kritiken
Erste Stimmen zum Film fielen überwiegend wohlwollend aus und bezeichneten Saw X als einen der besseren Einträge der Reihe. Die Fokussierung auf John Kramer funktioniere dabei gut und schaffe es, die Essenz der ersten Teile zurückzubringen. Ebenso wurden die schauspielerischen Leistungen von Tobin Bell und Shawnee Smith sowie die neuen Fallen gelobt.
Saw X konnte 80 % der 149 bei Rotten Tomatoes gelisteten Kritiker überzeugen und erhielt dabei eine durchschnittliche Bewertung von 6,5 von 10 Punkten. Als zusammenfassendes Fazit zieht die Seite, mit der bisher besten schauspielerischen Leistung von Tobin Bell belebe der Film die Saw-Reihe neu und überzeuge dabei neben dem Gore auch mit überraschend viel Herz. Bei Metacritic erhielt Saw X basierend auf 26 Kritiken einen Metascore von 60 von 100 möglichen Punkten. Damit handelt es sich um den mit Abstand bestbewerteten Film innerhalb der Reihe.

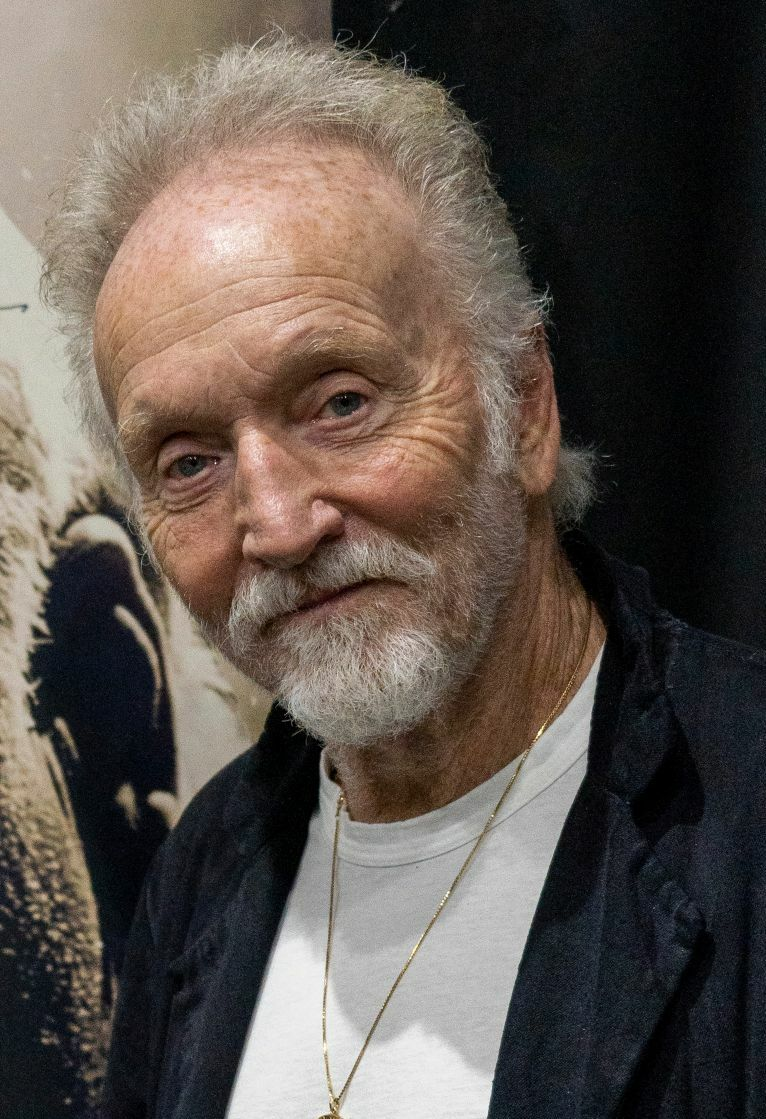
Die Darbietung von Tobin Bell wurde mehrheitlich gelobt.

Als „bisher gepflegtester Saw-Film“ bezeichnet Beatrice Loayza von der New York Times den zehnten Teil der gleichnamigen Filmreihe. Saw X erfülle alle Erwartungen der Fans, biete dazu noch eine größtenteils schlüssige Geschichte und verzichte auf den hektischen Schnitt früherer Teile. Wie allen Vorgängerfilmen nehme sich zwar auch Saw X viel zu ernst, doch im Unterschied zu diesen vermittle der zehnte Teil auch Emotionen, die über reinen Ekel hinausgehen würden. Regisseur Kevin Greutert unternehme dabei überraschend viel, um die Geschichte zu entwickeln und eine Fallhöhe aufzubauen. Das Ergebnis sei so ein fast schon tiefgründiger Film, der nicht den Fehler von Saw: Spiral mache, politische Kommentare abzugeben.
Zu einem positiven Urteil gelangt auch Alison Foreman von IndieWire, für die Saw X ein vergnüglich perverser und brutaler Rachefilm sei. Hauptdarsteller Tobin Bell bekomme dabei endlich die verdiente Screentime und dominiere den gesamten Film, müsse allerdings auch dessen Dramaturgie allein auf seinen Schulter tragen. Regisseur Kevin Greutert inszeniere John Kramer dabei überraschend sympathisch, sodass man als Zuschauer mit dem Serienmörder fast schon Mitleid bekomme, und erzeuge eine unterhaltsame Dynamik zwischen ihm und der zweiten Rückkehrerin Amanda Young. Beide Darsteller seien zwar sichtlich gealtert, doch Shawnee Smith funktioniere im Film erstaunlich effektiv und liefere eine absolut perfekte Darbietung ab. Daneben verkörpere Synnøve Macody Lund eine furchterregende, herrlich schlüpfrige neue Gegenspielerin, durch Diskussionen über Pharmahersteller und schlechte Gesundheitsdienstleister angestoßen werden würden. Saw X finde so trotz seiner Handlungszeit clevere Wege, relevant zu bleiben, auch wenn der Film weniger auf Fallen setzte und zu lang geraten sei.
Kritischer zeigt sich Helen O’Hara von Empire, für die Saw X ein ermüdender Horrorfilm sei, der Genrefans aber immer noch zufriedenstellen könne. Außer der verstärkte Fokus auf Tobin Bell fühle sich nichts an der Fortsetzung frisch noch neu an; stattdessen gebe es die übliche Mischung aus Selbstverstümmelung und Sadismus in einer Reihe grotesker Fallen. Andeutungen über unterschiedliche moralische Auffassungen der handelnden Figuren erwecken zwar Interesse, doch die Grundsätze von John Kramer werden letztendlich nie in Frage gestellt und der Serienmörder zum Ende hin fast schon zum Helden stilisiert. Saw X mache so den Fehler, Jigsaw zu vermenschlichen und sich auf seine Verletzlichkeit zu fokussieren, was im klaren Widerspruch zu den schrecklichen Taten des beeindruckenden Bösewichts stehe.
Als enttäuschend empfindet auch Benjamin Lee vom Guardian den zehnten Saw-Film, der vielleicht besser als einige andere Teile der Reihe sei, aber immer noch keine Existenzberechtigung hätte. Es fühle sich für den Filmkritiker so an, als habe man das eingeschlafene Franchise allein aus finanziellen Gründen wieder aufgewärmt; es gebe zwar mehr Blut, aber nur wenig Gehaltvolles. Die Entscheidung, in der ersten Filmhälfte fast komplett auf Horror zu verzichten und stattdessen mehr in die Richtung eines Filmdramas zu gehen, sei zwar interessant und ermögliche es Hauptdarsteller Tobin Bell so, auch seine feinfühlige Schauspielkunst unter Beweis zu stellen. Doch durch das Sinnieren seiner Figur über den Sinn des Lebens entstehe ein unbeholfenes Erzähltempo, das schließlich durch ein abruptes Ende abgerundet werde. Der Ausgang sei dabei kaum spannend und die Fallen knorriger denn je, sodass Saw X zum Ausdauertest werde.

### Einspielergebnis
Am Startwochenende konnte Saw X mit einem Einspielergebnis von rund 18,6 Millionen US-Dollar den zweiten Platz der US-amerikanischen Kino-Charts belegen und damit die Kinostarts der beiden Vorgängerfilme Jigsaw und Saw: Spiral finanziell überbieten. Den Produktionskosten von rund 13 Millionen US-Dollar stehen weltweite Einnahmen aus Kinovorführungen in Höhe von 111,8 Millionen US-Dollar gegenüber, von denen die Fortsetzung allein 53,6 Millionen im nordamerikanischen Raum erwirtschaften konnte. Bereits zehn Tage nach Veröffentlichung konnte Saw X dabei das Einspielergebnis des Vorgängerfilms Saw: Spiral übertreffen. In Deutschland verzeichnete der Film insgesamt 484.254 Besucher, durch die er 5,1 Millionen Euro erwirtschaftete.

### Auszeichnungen
Critics’ Choice Super Awards 2024
- Nominierung als Bester Schauspieler in einem Horrorfilm (Tobin Bell)[36]

## Fortsetzung
Eine Fortsetzung Saw XI sollte ursprünglich im Herbst 2025 in die US-amerikanischen Kinos kommen und erneut von Regisseur Kevin Greutert inszeniert werden, wurde allerdings aufgrund von internen Streitereien zwischen den Produzenten und Lionsgate auf Eis gelegt.